# Helena (Montana)
 For alternative betydninger, se Helena. (Se også artikler, som begynder med Helena)
Helena er hovedstad i den amerikanske delstat Montana med et befolkningstal på 32.091(2020) indbyggere. Byen er administrativt centrum i det amerikanske county Lewis and Clark County.

## Ekstern henvisning
- Helenas hjemmeside (engelsk) Arkiveret 10. januar 2006 hos  Wayback Machine

- Wikimedia Commons har flere filer relateret til Helena (Montana)

46°35′34″N 112°02′06″V / 46.5928°N 112.035°V